# Troy Kropog
(en) Statistiques sur pro-football-reference
Troy Michael Kropog (né le 31 juillet 1986 à Metairie) est un joueur américain de football américain. 

## Carrière

### Université
Kropog fait ses études à l'université de Tulane, où il joue avec l'équipe de football américain des Green Wave.

### Professionnel
Troy Kropog est sélectionné au quatrième tour du draft de la NFL de 2009 par les Titans du Tennessee au 135e choix. Lors de sa première saison en NFL, il n'entre que lors d'un seul match. La saison suivante, il entre au cours de cinq matchs et n'arrive pas à s'imposer dans l'effectif des Titans. Il est libéré le 9 septembre 2011 avant d'être intégré dans l'équipe d'entrainement peu de temps après. Kropog n'apparaît qu'à six reprises en trois saisons.
Le 12 septembre 2012, il signe avec les Jaguars de Jacksonville mais il n'y reste que trois jours avant d'être coupé. Le 18 septembre, il s'engage avec l'équipe d'entraînement des Vikings du Minnesota et est promu en équipe active après la blessure de Percy Harvin. Cependant, il ne joue aucun match avec les Vikings. Après avoir passé le camp d'entraînement 2013, il est libéré le 1er septembre 2013.
Le 24 septembre, Kropog s'engage avec l'équipe d'entraînement des Redskins de Washington.